# هومان مجد
هومان مجد اردکانی (متولد ۱۹۵۷)، روزنامه‌نگار و نویسنده سیاسی-اجتماعی ایرانی آمریکایی است. وی در جریان سفرهای محمود احمدی‌نژاد و محمد خاتمی رئیس‌جمهورهای ایران به سازمان ملل به عنوان مترجم و مشاور با آنها همکاری داشته‌است.
مجد تا کنون برای نیویورک تایمز و نیویورکر ستونهایی به تحریر درآورده است.
او نویسنده کتاب‌های The Ayatollah Begs to Differ (آیت‌الله نظری متفاوت دارد) و The Ayatollahs' Democracy (دموکراسیِ آیت‌الله‌ها) است.
مجد در تهران متولد شده است. پدر او ناصر مجد اردکانی، دیپلمات ایرانی بود که مقام هایی چون سفیر ایران در ژاپن را بر عهده داشت. پدر بزرگ مادریش سید محمدکاظم عصار آیت الله بود.  مجد با محمد خاتمی (رئیس‌جمهور پیشین ایران) نسبت خانوادگی سببی دارد.
او اهل ایالت نیویورک است و در برخی دانشگاه‌های آمریکا نیز سخنرانی نموده‌است.